# Korbu
Korbu (ros. Корбу) – wodospad w Rosji, na rzece Bolszaja Korbu wpadającej do Jeziora Teleckiego. Stanowi pomnik przyrody od 1978 roku. Wodospad jest położony u podnóża pasma Korbu, sto metrów od brzegu. Wodospad, jak i cały prawy brzeg jeziora, znajduje się na terytorium Ałtajskiego Rezerwatu Biosfery. Ałtajska nazwa Korbu oznacza krzew.